# Тифула
Ти́фула, ти́фуля (лат. Typhula) — род грибов-базидиомицетов. Типовой род семейства Тифуловые (Typhulaceae).

## Описание
Плодовые тела цилиндрической или несколько булавовидной формы, как правило, неветвистые, от 1 мм до 10 см высотой, на тонкой нитевидной ножке.
Мякоть жёсткая, хрупкая.
Гифальная система мономитическая, гифы, как правило, с пряжками. Цистиды отсутствуют. Базидии обычно несут по 4 споры, реже по 2—8 спор. Споры неокрашенные, от эллиптических до цилиндрических.
Плодовые тела развиваются из шаровидных или уплощённых склероциев 0,5—6 мм в диаметре. Склероции окрашены в жёлтые, красные, бурые, чёрные тона.

## Экология и распространение
Широко распространённый в умеренной зоне род.
Факультативные паразиты и сапротрофы, встречающиеся на отмерших частях растений, реже на живых растениях.

## Значение
Тифула инкарнатная (Typhula incarnata Lasch) вызывает гибель озимых злаковых культур, обнаруживается по образованию беловатого налёта и оранжевых склероциев на стеблях и листьях после таяния снега.

## Таксономия
Научное название рода образовано от лат. typha — названия рогоза. Плодовые тела тифул напоминают миниатюрные соплодия этого растения.
Некоторые авторы включают в состав рода Typhula род Macrotyphula.

### Синонимы
Номенклатурные:
- Clavaria sect. Typhula Pers., 1801 basionym

Таксономические:
- Cnazonaria Corda, 1829 (тип Cnazonaria setipes (Grev.) Corda — Typhula setipes (Grev.) Berthier)
- Gliocoryne Maire, 1909 (тип Gliocoryne uncialis (Grev.) Maire — Typhula uncialis (Grev.) Berthier)
- Phacorhiza Pers., 1822 (тип Phacorhiza sclerotioides Pers. — Typhula sclerotioides (Pers.) Fr.)
- Pistillina Quél., 1880 (тип Pistillina hyalina Quél. — Typhula subhyalina Courtec.)
- Scleromitra Corda, 1829 (тип Scleromitra coccinea Corda — Typhula micans (Pers.) Berthier)
- Sphaerula Pat., 1883 (тип Sphaerula capitata Pat. — Typula capitata (Pat.) Berthie)

### Виды
К роду относятся более 60 видов. Некоторые из них:
- Typhula abietina (Fuckel) Corner — Тифула пихтовая
- Typhula borealis H.Ekstr. — Тифула бореальная
- Typhula caricina P.Karst. — Тифула осоковая
- Typhula corallina Quél. — Тифула коралловидная
- Typhula erythropus (Pers.) Fr. — Тифула красноножковая
- Typhula euphorbiae (Fuckel) Fr. — Тифула молочайная
- Typhula graminum P.Karst. — Тифула злаковая
- Typhula humulina Kusnezowa — Тифула хмеля
- Typhula hyperborea H.Ekstr. — Тифула северная
- Typhula incarnata Lasch — Тифула инкарнатная
- Typhula ishikariensis S.Imai — Тифула ишикаринская
- Typhula muelleri (Saut.) Corner — Тифула Мюллера
- Typhula ovata (Pers.) J.Schröt. — Тифула яйцевидная
- Typhula phacorrhiza (Reichard) Fr. typus — Тифула корненосная
- Typhula pragensis Pilát — Тифула пражская
- Typhula quisquiliaris (Fr.) Henn. — Тифула орляковая
- Typhula sclerotiicola (Allesch.) Corner — Тифула склероциеносная
- Typhula sclerotioides (Pers.) Fr. — Тифула склероциевидная
- Typhula subsclerotioides S.Imai — Тифула фасоли
- Typhula tochinaiana (S.Imai) Corner — Тифула Тохиная
- Typhula trifolii Rostr. — Тифула клеверная
- Typhula variabilis Riess — Тифула изменчивая